# Люстиже, Жан-Мари
Жан-Мари Люстиже (фр. Jean-Marie Lustiger; 17 сентября 1926, Париж, Франция — 5 августа 2007, там же) — французский кардинал. Епископ Орлеана с 10 ноября 1979 по 31 января 1981. Архиепископ Парижа с 31 января 1981 по 11 февраля 2005. Кардинал-священник с титулом церкви Санти-Марчеллино-э-Пьетро со 2 февраля 1983 по 26 ноября 1994. Кардинал-священник с титулом церкви Сан-Луиджи-деи-Франчези с 26 ноября 1994. Автор теологических трудов.

## Биография
Родился в Париже, в еврейской семье выходцев из Польши, которая обосновалась во Франции перед Первой мировой войной. При рождении носил имя Арон Люстиже/Лустигер. Где-то в возрасте до двенадцати лет Люстиже наткнулся на протестантскую Библию и почувствовал к ней интерес. 
После немецкой оккупации Франции в 1940 году был послан жить с христианской семьёй в Орлеане. Был обращён в католицизм, крещён 21 августа 1940 года. При крещении добавил к имени Арон имя Жан-Мари. В 1943 его мать Люстиже отправлена в концентрационный лагерь в Дранси, а затем в Освенцим, где погибла. Отец спасся, бежав в неоккупированную зону Франции. 
Учился в Парижском университете, где получил образование в области искусств, и в семинарии Парижского католического института. 

### Деятельность
Он был рукоположён в священники 17 апреля 1954, в капелле семинарии Католического института Парижа. Рукоположение совершил Эмиль-Арсен Бланше, титулярный епископ Леро, ректор Католического института Парижа. С 1954 до 1959 был капелланом в Университете Парижа. С 1959 до 1969 работал директором Центра Ришельё, подготавливающего университетских священников. С 1969 по 1979 служил священником церкви Сен-Жан-де-Шанталь в XVI округе Парижа.
В 10 ноября 1979, Люстиже был назначен епископом Орлеанским. Хиротонию совершил 8 декабря 1979 кардинал Франсуа Марти, архиепископ Парижа, которому сослужили Эжен Эрну, архиепископ Сана, и Дэниэль Пезериль, титулярный епископ Репери, вспомогательный епископ Парижа.
31 января 1981 Люстиже был возведён в архиепископы Парижа, вёл активную деятельность на этом посту. Он уделял большое внимание работе с молодёжью, у него было большое число друзей и знакомых среди представителей парижской культурной интеллигенции, науки, журналистики. Своей основной задачей на посту парижского архиепископа Люстиже видел «ре-евангелизацию» — повторное внедрение норм христианской жизни в современное, сильно секуляризированное европейское общество. Видным событием в жизни католиков Парижа стало появление католического радио «Notre-Dame» и католического кабельного телеканала «КТО», созданию которых Люстиже активно способствовал. На радио «Notre-Dame» кардинал вёл курс лекций, которые впоследствии были изданы в виде двух книг «Первые шаги в молитве» и «Месса» и переведены на множество языков, в том числе на русский.
Он стал кардиналом 2 февраля 1983, став первым кардиналом-священником с титулом церкви Санти-Марчеллино-э-Пьетро, а в 1994 году с титулом церкви Сан-Луиджи-деи-Франчези.
Был избран членом Французской Академии в 1995; после смерти Люстиже его преемником в академическом кресле избран католический философ Жан-Люк Марион.

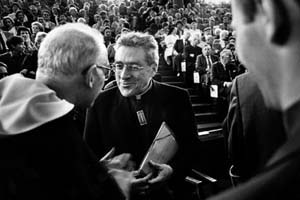
Жан-Мари Люстиже, 1987 год

11 февраля 2005 года Люстиже подал в отставку с поста архиепископа Парижа, его преемником на парижской кафедре стал Андре Вен-Труа.
Высказывались предположения, что Люстиже будет кандидатом на очередных выборах папы, но он всегда отказывался обсуждать такую возможность. Он был одним из кардиналов-выборщиков, которые участвовали в папском Конклаве 2005 года, выбравшем папу римского Бенедикта XVI.

### Кончина
В апреле 2007 кардинал объявил в письме к духовенству, что его земная жизнь подошла к концу.
Кардинал Люстиже скончался от рака в Парижской клинике Maison médicale Jeanne-Garnier 5 августа 2007 года. О его смерти объявил президент Франции Николя Саркози, который также воздал должное покойному и прервал свой отпуск в США, чтобы принять участие в похоронах. 10 августа 2007 года состоялось отпевание кардинала Люстиже в соборе Парижской Богоматери, в котором он был затем погребён. Эпитафия написана им самим: в ней Люстиже говорит, что «приняв христианство, остался евреем, подобно апостолам» и называет своих небесных патронов (по полному имени Аарон Жан-Мари) — первосвященника Аарона, Иоанна Богослова и Деву Марию.

## Мнения
Подобно всем старшим прелатам, назначенным папой римским Иоанном Павлом II, Люстиже поддерживал полномочия и власть папы римского в областях богословия и морали: «Есть мнения, а есть вера», — сказал он в 1997. «Когда это — вера, я согласен с папой римским, потому что я ответственен за веру».
Люстиже — откровенный противник расизма и антисемитизма. Он очень строго критиковал Жана-Мари Ле Пена, лидера французского Национального Фронта. Он сравнил антииммигрантские взгляды Ле Пена с нацизмом. «Мы знали в течение 50 лет, что теория расового превосходства может быть смертельна… Она влечёт за собой произвол», — сказал Люстиже . «Христианская вера говорит, что все люди равны в достоинстве, потому что они все созданы по образу Божию».

## Противоречия
Люстиже — единственный католический прелат в настоящее время, который был рождён (и считался в течение всей жизни) евреем, этот факт неизбежно сделал его спорной фигурой. Он говорил, что гордится своим еврейским происхождением, и характеризовал себя как «полноценного еврея» (возможно, был единственным католическим прелатом, который сносно говорил на идише). Став архиепископом Парижа, он сказал: «Я рождён евреем и остаюсь им, даже если это недопустимо для многих. Для меня призвание Израиля — нести свет неевреям. Это моя надежда, и я полагаю, что христианство — средство для достижения этого».
Подобные замечания рассматривались некоторыми евреями как обидные. Ими высказывалось мнение, что Люстиже не имел никакого права называть себя евреем, несмотря на факт, что по Галахе (еврейский религиозный закон) он остаётся евреем, даже будучи обращённым в другую религию. Согласно другой точке зрения, «еврей» (фр. juif) — этническое обозначение в той же мере, что и религиозное, и что Люстиже имел право называть себя евреем также и в этом смысле. Люстиже считался евреем согласно антисемитским законам нацистской Германии и вишистской Франции. Его поддержка политики государства Израиль, вступавшая в разногласие с официальной нейтральной позицией Ватикана, также обеспечила ему некоторую поддержку от евреев.
В 1998 году Люстиже был представлен к награде Nostra Aetate за продвижение отношений между католицизмом и евреями Центром христианско-еврейского понимания — группой различных вероисповеданий, размещающейся в университетском городке Университета Священного Сердца (католический университет в Фэрфилде, штат Коннектикут, США). Антидиффамационная лига, еврейская группа гражданских прав, протестовала против награждения, говоря, что это было «неуместным» почётом Люстиже, который был рождён евреем, но оставил веру. «Это прекрасно, что он говорил на конференции или коллоквиуме, сказал национальный директор АДЛ Абрахам Фоксман. — Но я не думаю, что он должен быть удостоен награды, потому что он обращён из иудаизма, что делает его плохим примером».
Люстиже был фаворитом папы римского Иоанна Павла II, частично из-за своего польского происхождения, а частично из-за поддержки консервативных взглядов папы перед лицом большой враждебности со стороны либерального католического мнения во Франции.

## Награды
- Большая лента Национального ордена Кедра (Ливан)
- Бальи Большого креста чести и преданности Мальтийского ордена
- Большой крест ордена Генриха Мореплавателя (Португалия)

## Память
19 сентября 2013 в центре Парижа в честь покойного кардинала Жана-Мари Люстиже переименовали арочный мост, построенный в 1853 году и соединяющий остров Сите и левый берег Сены недалеко от собора Нотр–Дам. Мост получил название «Малый мост кардинала Люстиже».

## Образы в кино
- 2012 — Еврейский кардинал / Le métis de Dieu (реж. Илан Дюран Коэн / Ilan Duran Cohen), в гл. роли Лоран Люка / Laurent Lucas

## Труды
- Месса = La Messe. — М.: Истина и Жизнь, 2001. — 112 с. — ISBN 5-88403-035-5
- Первые шаги в молитве = Premiers pas dans la prière. — СПб.: Католический центр катехизации, 2011. — 95 с.